# Eleições parlamentares na Finlândia em 2019
As eleições parlamentares finlandesas de 2019 foram realizadas no dia 14 de abril.
Os vencedores da disputa eleitoral foram os social-democratas e os nacionalistas finlandeses, assim como os verdes e a esquerda. Os grandes perdedores foram os centristas. Os conservadores recuaram ligeiramente.
Pela primeira vez, na história parlamentar da Finlândia, o maior partido não atingiu os 20%.

Na sequência das negociações para formar um novo governo, o líder Antti Rinne do Partido Social-Democrata foi incumbido de formar um novo governo - o Governo Rinne, no qual participam o Partido Social-Democrata, o Partido do Centro, a Aliança dos Verdes, o Partido Popular Sueco e a Aliança de Esquerda. Na oposição ficam o Partido dos Finlandeses, o Partido da Coligação Nacional, o Partido Democrata-Cristão e o Liike Nyt.

## Conduta eleitoral

### Eleições parlamentares

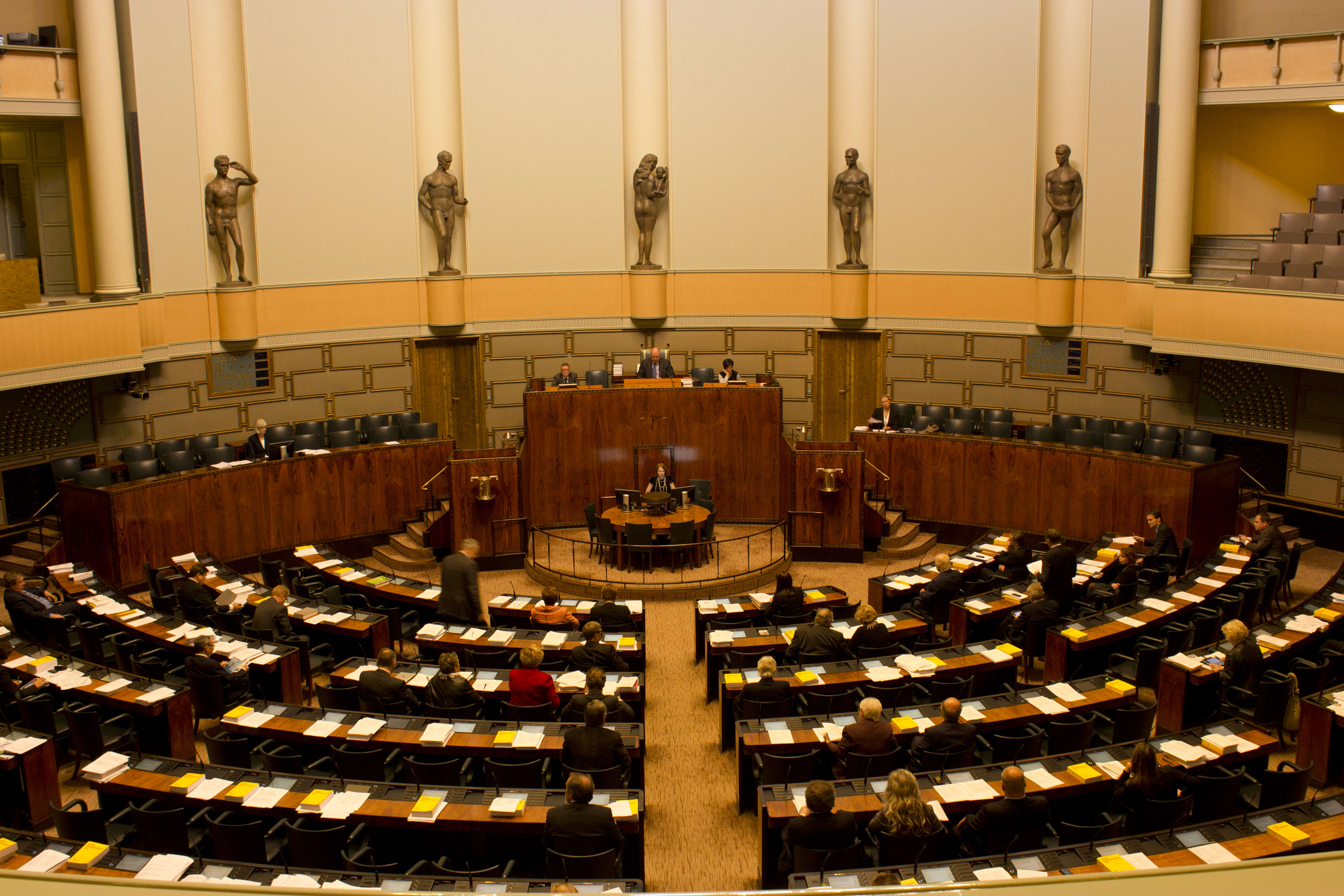
Parlamento da Finlândia.

Os 200 membros do Parlamento da Finlândia - Eduskunta em finlandês e Riksdagen em sueco - são eleitos por sufrágio universal a cada quatro anos, sendo que todos os cidadãos finlandeses com mais de 18 anos têm direito de voto num dos 13 distritos eleitorais existentes. Os eleitores votam em primeira mão nos candidatos elencados. Tradicionalmente, a Finlândia tem uma percentagem de abstenção superior aos outros países nórdicos.

## Partidos concorrentes
| Partido | Partido                       | Líder                | Ideologia                                                  | Espectro               |
| ------- | ----------------------------- | -------------------- | ---------------------------------------------------------- | ---------------------- |
|         | Partido do Centro             | Juha Sipilä          | Centrismo Liberalismo Agrarianismo                         | Centro                 |
|         | Partido dos Finlandeses       | Jussi Halla-aho      | Nacionalismo Conservadorismo Populismo de direita          | Direita                |
|         | Partido da Coligação Nacional | Petteri Orpo         | Conservadorismo liberal                                    | Centro-direita         |
|         | Partido Social-Democrata      | Antti Rinne          | Social-democracia                                          | Centro-esquerda        |
|         | Aliança dos Verdes            | Pekka Haavisto       | Ambientalismo Social-liberalismo                           | Centro-esquerda        |
|         | Aliança de Esquerda           | Li Andersson         | Socialismo democrático Ecossocialismo                      | Esquerda               |
|         | Partido Popular Sueco         | Anna-Maja Henriksson | Liberalismo Direitos da minoria sueca                      | Centro                 |
|         | Partido Democrata-Cristão     | Sari Essayah         | Democracia cristã                                          | Centro-direita         |
|         | Futuro Azul                   | Sampo Terho          | Nacional-liberalismo Liberalismo económico                 | Centro-direita/Direita |
|         | Liike Nyt                     | Harry Harkimo        | Liberalismo económico Democracia virtual Democracia direta | Centro                 |

## Contexto político
Após a derrota no parlamento da moção apresentada pelo governo sobre a reforma da saúde e da regionalização, centrada em privatizações e  descentralizações, o primeiro-ministro Juha Sipilä apresentou a demissão do seu gabinete, e precipitou a realização de eleições antecipadas.

## Resultados Oficiais
| Partido                 | Partido                       | Votos     | %             | +/-    | Deputados | +/-     |
| ----------------------- | ----------------------------- | --------- | ------------- | ------ | --------- | ------- |
|                         | Partido Social-Democrata      | 546 471   | 17,73 / 100,0 | 1,22   | 40 / 200  | 6       |
|                         | Partido dos Finlandeses       | 538 805   | 17,48 / 100,0 | 0,17   | 39 / 200  | 1       |
|                         | Partido da Coligação Nacional | 523 957   | 17,00 / 100,0 | 1,20   | 38 / 200  | 1       |
|                         | Partido do Centro             | 423 920   | 13,76 / 100,0 | 7,34   | 31 / 200  | 18      |
|                         | Aliança dos Verdes            | 354 194   | 11,49 / 100,0 | 2,96   | 20 / 200  | 5       |
|                         | Aliança de Esquerda           | 251 808   | 8,17 / 100,0  | 1,04   | 16 / 200  | 4       |
|                         | Partido Popular Sueco         | 139 640   | 4,53 / 100,0  | 0,35   | 9 / 200   | Estável |
|                         | Partido Democrata-Cristão     | 120 144   | 3,90 / 100,0  | 0,36   | 5 / 200   | Estável |
|                         | Liike Nyt                     | 69 427    | 2,25 / 100,0  | Novo   | 1 / 200   | Novo    |
|                         | Coligação Åland               | 11 640    | 0,38 / 100,0  | 0,01   | 1 / 200   | Estável |
|                         | Outros (com menos de 1,00%)   | 101 910   | 3,31 / 100,0  |        | 0 / 200   |         |
| Votos Inválidos         | Votos Inválidos               | 17 844    | 0,58 / 100,0  |        |           |         |
| Total                   | Total                         | 3 099 760 | 100,0 / 100,0 |        | 200 / 200 |         |
| Eleitorado/Participação | Eleitorado/Participação       | 4 255 466 | 72,84 / 100,0 | 5,99   |           |         |
| Fonte                   | Fonte                         | [ 13 ]    | [ 13 ]        | [ 13 ] | [ 13 ]    | [ 13 ]  |

| ↓   |     |      |      |     |      |    |     |    |
| VAS | SDP | VIHR | KESK | SFP | liik | KD | KOK | PS |
| 16  | 40  | 20   | 31   | 10  | 1    | 5  | 38  | 39 |

| Governo | Oposição |
| 116     | 83       |

## Resultados por Distrito Eleitoral
A tabela apresenta os resultados dos partidos que elegeram deputados:
| DIstrito eleitoral | %    | D   | %    | D  | %    | D   | %    | D    | %    | D    | %    | D   | %    | D   | %   | D  | %   | D  | %    | D  | D   | Votantes  |
| DIstrito eleitoral | SDP  | SDP | PS   | PS | NCP  | NCP | KESK | KESK | VIHR | VIHR | VAS  | VAS | SFP  | SFP | KD  | KD | LN  | LN | AS   | AS | D   | Votantes  |
| ------------------ | ---- | --- | ---- | -- | ---- | --- | ---- | ---- | ---- | ---- | ---- | --- | ---- | --- | --- | -- | --- | -- | ---- | -- | --- | --------- |
| Helsínquia         | 13,6 | 3   | 12,3 | 3  | 21,8 | 6   | 2,9  | -    | 23,6 | 6    | 11,1 | 3   | 5,3  | 1   | 1,9 | -  | 3,5 | -  | -    | -  | 22  | 387 426   |
| Uusimaa            | 17,7 | 7   | 15,9 | 6  | 21,0 | 9   | 6,5  | 2    | 13,5 | 5    | 4,8  | 2   | 9,0  | 3   | 2,7 | 1  | 4,5 | 1  | -    | -  | 36  | 548 981   |
| Varsinais-Suomi    | 17,8 | 3   | 19,1 | 4  | 19,0 | 4   | 10,8 | 2    | 9,1  | 1    | 12,8 | 2   | 5,5  | 1   | 1,8 | -  | 1,9 | -  | -    | -  | 17  | 277 181   |
| Satakunta          | 25,2 | 3   | 24,1 | 2  | 14,1 | 1   | 16,7 | 1    | 6,0  | -    | 9,9  | 1   | 0,1  | -   | 2,7 | -  | -   | -  | -    | -  | 8   | 125 523   |
| Ahvenanmaa         | -    | -   | -    | -  | -    | -   | -    | -    | -    | -    | -    | -   | -    | -   | -   | -  | -   | -  | 89,0 | 1  | 1   | 13 208    |
| Härme              | 24,0 | 4   | 21,1 | 3  | 19,2 | 3   | 10,1 | 1    | 8,4  | 1    | 7,4  | 1   | 0,2  | -   | 5,7 | 1  | 1,6 | -  | -    | -  | 14  | 207 644   |
| Pirkanmaa          | 22,1 | 5   | 17,3 | 4  | 18,5 | 4   | 8,9  | 2    | 12,4 | 2    | 8,1  | 1   | 0,1  | -   | 5,7 | 1  | 2,4 | -  | -    | -  | 19  | 300 481   |
| Kaakkois-Suomi     | 24,3 | 5   | 18,9 | 4  | 18,0 | 3   | 16,6 | 3    | 9,4  | 2    | 4,2  | -   | -    | -   | 4,4 | -  | 1,6 | -  | -    | -  | 17  | 246 450   |
| Savo-Karjala       | 17,3 | 3   | 18,1 | 3  | 12,5 | 2   | 22,8 | 4    | 9,6  | 1    | 7,6  | 1   | -    | -   | 7,8 | 1  | 1,6 | -  | -    | -  | 15  | 222 962   |
| Vaasa              | 13,4 | 2   | 17,1 | 3  | 11,8 | 2   | 20,0 | 4    | 4,2  | -    | 3,3  | -   | 21,1 | 4   | 6,7 | 1  | -   | -  | -    | -  | 16  | 251 996   |
| Keski-Suomi        | 18,9 | 2   | 18,0 | 2  | 12,8 | 1   | 19,8 | 3    | 11,4 | 1    | 8,2  | 1   | -    | -   | 5,7 | -  | 2,8 | -  | -    | -  | 10  | 155 234   |
| Oulu               | 10,3 | 2   | 20,4 | 4  | 11,0 | 2   | 30,3 | 6    | 7,9  | 1    | 13,0 | 3   | 0,2  | -   | 2,2 | -  | 0,6 | -  | -    | -  | 18  | 259 825   |
| Lappi              | 13,5 | 1   | 17,2 | 1  | 11,3 | 1   | 29,2 | 3    | 9,7  | -    | 14,1 | 1   | 0,1  | -   | 1,1 | -  | 2,0 | -  | -    | -  | 7   | 100 460   |
| Finlândia          | 17,7 | 40  | 17,5 | 39 | 17,0 | 38  | 13,8 | 31   | 11,5 | 20   | 8,2  | 16  | 4,5  | 9   | 3,9 | 5  | 2,3 | 1  | 0,4  | 1  | 200 | 3 097 515 |

### Helsínquia
| Partido                 | Partido                       | Votos   | %             | +/-  | Deputados | +/-     |
| ----------------------- | ----------------------------- | ------- | ------------- | ---- | --------- | ------- |
|                         | Aliança dos Verdes            | 90 425  | 23,5 / 100,0  | 4,7  | 6 / 22    | 1       |
|                         | Partido da Coligação Nacional | 83 663  | 21,8 / 100,0  | 4,2  | 6 / 22    | Estável |
|                         | Partido Social-Democrata      | 52 018  | 13,5 / 100,0  | 2,0  | 3 / 22    | 1       |
|                         | Partido dos Finlandeses       | 47 105  | 12,3 / 100,0  | 1,0  | 3 / 22    | Estável |
|                         | Aliança de Esquerda           | 42 753  | 11,1 / 100,0  | 1,3  | 3 / 22    | 1       |
|                         | Partido Popular Sueco         | 20 295  | 5,3 / 100,0   | 1,6  | 1 / 22    | Estável |
|                         | Liike Nyt                     | 13 490  | 3,5 / 100,0   | Novo | 0 / 22    | Novo    |
|                         | Partido do Centro             | 10 996  | 2,9 / 100,0   | 4,3  | 0 / 22    | 1       |
|                         | Partido Democrata-Cristão     | 7 198   | 1,9 / 100,0   | 0,1  | 0 / 22    | Estável |
|                         | Partido Pirata                | 5 766   | 1,5 / 100,0   | 0,1  | 0 / 22    | Estável |
|                         | Outros (com menos de 1,00%)   | 10 281  | 2,6 / 100,0   |      | 0 / 22    |         |
| Votos Inválidos         | Votos Inválidos               | 3 587   | 0,9 / 100,0   |      |           |         |
| Total                   | Total                         | 387 577 | 100,0 / 100,0 |      | 22 / 22   |         |
| Eleitorado/Participação | Eleitorado/Participação       | 540 883 | 71,6 / 100,0  | 2,0  |           |         |

### Uusimaa
| Partido                 | Partido                       | Votos   | %             | +/-  | Deputados | +/-     |
| ----------------------- | ----------------------------- | ------- | ------------- | ---- | --------- | ------- |
|                         | Partido da Coligação Nacional | 114 285 | 20,9 / 100,0  | 3,1  | 9 / 36    | Estável |
|                         | Partido Social-Democrata      | 96 962  | 17,8 / 100,0  | 1,1  | 7 / 36    | 1       |
|                         | Partido dos Finlandeses       | 86 777  | 15,9 / 100,0  | 2,1  | 6 / 36    | 1       |
|                         | Aliança dos Verdes            | 73 495  | 13,5 / 100,0  | 3,5  | 5 / 36    | 2       |
|                         | Partido Popular Sueco         | 49 531  | 9,1 / 100,0   | 1,2  | 3 / 36    | 1       |
|                         | Partido do Centro             | 35 197  | 6,4 / 100,0   | 5,0  | 2 / 36    | 2       |
|                         | Aliança de Esquerda           | 26 192  | 4,8 / 100,0   | 0,4  | 2 / 36    | 1       |
|                         | Liike Nyt                     | 24 619  | 4,5 / 100,0   | Novo | 1 / 36    | Novo    |
|                         | Partido Democrata-Cristão     | 14 928  | 2,7 / 100,0   | 0,1  | 1 / 36    | Estável |
|                         | Futuro Azul                   | 9 515   | 1,7 / 100,0   | Novo | 0 / 36    | Novo    |
|                         | Outros (com menos de 1,00%)   | 14 543  | 2,4 / 100,0   |      | 0 / 36    |         |
| Votos Inválidos         | Votos Inválidos               | 2 937   | 0,5 / 100,0   |      |           |         |
| Total                   | Total                         | 548 981 | 100,0 / 100,0 |      | 36 / 36   | 2       |
| Eleitorado/Participação | Eleitorado/Participação       | 776 914 | 70,6 / 100,0  | 1,1  |           |         |

### Varsinais-Suomi
| Partido                 | Partido                       | Votos   | %             | +/-  | Deputados | +/-     |
| ----------------------- | ----------------------------- | ------- | ------------- | ---- | --------- | ------- |
|                         | Partido dos Finlandeses       | 52 714  | 19,1 / 100,0  | 0,2  | 4 / 17    | 1       |
|                         | Partido da Coligação Nacional | 52 420  | 19,0 / 100,0  | 2,0  | 4 / 17    | Estável |
|                         | Partido Social-Democrata      | 49 100  | 17,8 / 100,0  | 2,3  | 3 / 17    | Estável |
|                         | Aliança de Esquerda           | 35 348  | 12,8 / 100,0  | 2,6  | 2 / 17    | Estável |
|                         | Partido do Centro             | 29 747  | 10,8 / 100,0  | 5,5  | 2 / 17    | 1       |
|                         | Aliança dos Verdes            | 25 233  | 9,1 / 100,0   | 0,5  | 1 / 17    | Estável |
|                         | Partido Popular Sueco         | 15 234  | 5,5 / 100,0   | 0,5  | 1 / 17    | Estável |
|                         | Liike Nyt                     | 5 356   | 1,9 / 100,0   | Novo | 0 / 17    | Novo    |
|                         | Partido Democrata-Cristão     | 5 081   | 1,8 / 100,0   | 0,6  | 0 / 17    | Estável |
|                         | Outros (com menos de 1,00%)   | 5 685   | 2,3 / 100,0   |      | 0 / 17    |         |
| Votos Inválidos         | Votos Inválidos               | 1 263   | 0,5 / 100,0   |      |           |         |
| Total                   | Total                         | 277 181 | 100,0 / 100,0 |      | 17 / 17   |         |
| Eleitorado/Participação | Eleitorado/Participação       | 394 180 | 70,4 / 100,0  | 2,4  |           |         |

### Satakunta
| Partido                 | Partido                       | Votos   | %             | +/- | Deputados | +/-     |
| ----------------------- | ----------------------------- | ------- | ------------- | --- | --------- | ------- |
|                         | Partido Social-Democrata      | 31 455  | 25,2 / 100,0  | 2,6 | 3 / 8     | 1       |
|                         | Partido dos Finlandeses       | 30 135  | 24,1 / 100,0  | 0,9 | 2 / 8     | Estável |
|                         | Partido do Centro             | 20 867  | 16,7 / 100,0  | 3,9 | 1 / 8     | 1       |
|                         | Partido da Coligação Nacional | 17 654  | 14,1 / 100,0  | 0,9 | 1 / 8     | Estável |
|                         | Aliança de Esquerda           | 12 405  | 9,9 / 100,0   | 0,3 | 1 / 8     | Estável |
|                         | Aliança dos Verdes            | 7 453   | 6,0 / 100,0   | 3,2 | 0 / 8     | Estável |
|                         | Partido Democrata-Cristão     | 3 358   | 2,7 / 100,0   | 0,2 | 0 / 8     | Estável |
|                         | Outros (com menos de 1,00%)   | 1501    | 1,2 / 100,0   |     | 0 / 8     |         |
| Votos Inválidos         | Votos Inválidos               | 695     | 0,6 / 100,0   |     |           |         |
| Total                   | Total                         | 125 523 | 100,0 / 100,0 |     | 8 / 8     |         |
| Eleitorado/Participação | Eleitorado/Participação       | 181 239 | 69,3 / 100,0  | 3,5 |           |         |

### Ahvenanmaa
| Partido                 | Partido                 | Votos  | %             | +/-  | Deputados | +/-     |
| ----------------------- | ----------------------- | ------ | ------------- | ---- | --------- | ------- |
|                         | Coligação Åland         | 11 638 | 89,0 / 100,0  | 0,5  | 1 / 1     | Estável |
|                         | Jessy Eckerman          | 1 078  | 8,2 / 100,0   | Novo | 0 / 1     | Novo    |
|                         | Alternativa por Åland   | 358    | 2,7 / 100,0   | Novo | 0 / 1     | Novo    |
| Votos Inválidos         | Votos Inválidos         | 134    | 1,0 / 100,0   |      |           |         |
| Total                   | Total                   | 13 208 | 100,0 / 100,0 |      | 1 / 1     |         |
| Eleitorado/Participação | Eleitorado/Participação | 27 664 | 47,7 / 100,0  | 2,6  |           |         |

### Härme
| Partido                 | Partido                       | Votos   | %             | +/-  | Deputados | +/-     |
| ----------------------- | ----------------------------- | ------- | ------------- | ---- | --------- | ------- |
|                         | Partido Social-Democrata      | 49 346  | 24,0 / 100,0  | 1,9  | 4 / 14    | 1       |
|                         | Partido dos Finlandeses       | 43 543  | 21,1 / 100,0  | 1,6  | 3 / 14    | Estável |
|                         | Partido da Coligação Nacional | 39 487  | 19,2 / 100,0  | 2,3  | 3 / 14    | Estável |
|                         | Partido do Centro             | 20 890  | 10,1 / 100,0  | 7,7  | 1 / 14    | 2       |
|                         | Aliança dos Verdes            | 17 330  | 8,4 / 100,0   | 3,3  | 1 / 14    | 1       |
|                         | Aliança de Esquerda           | 15 172  | 7,4 / 100,0   | 1,3  | 1 / 14    | Estável |
|                         | Partido Democrata-Cristão     | 11 743  | 5,7 / 100,0   | 0,4  | 1 / 14    | Estável |
|                         | Liike Nyt                     | 3 306   | 1,6 / 100,0   | Novo | 0 / 14    | Novo    |
|                         | Outros (com menos de 1,00%)   | 5 127   | 2,6 / 100,0   |      | 0 / 14    |         |
| Votos Inválidos         | Votos Inválidos               | 1 617   | 0,8 / 100,0   |      |           |         |
| Total                   | Total                         | 207 644 | 100,0 / 100,0 |      | 14 / 14   |         |
| Eleitorado/Participação | Eleitorado/Participação       | 305 915 | 67,8 / 100,0  | 2,1  |           |         |

### Pirkanma
| Partido                 | Partido                       | Votos   | %             | +/-  | Deputados | +/-     |
| ----------------------- | ----------------------------- | ------- | ------------- | ---- | --------- | ------- |
|                         | Partido Social-Democrata      | 66 065  | 22,1 / 100,0  | 2,6  | 5 / 19    | 1       |
|                         | Partido da Coligação Nacional | 55 245  | 18,5 / 100,0  | 1,2  | 4 / 19    | Estável |
|                         | Partido dos Finlandeses       | 51 778  | 17,3 / 100,0  | 0,5  | 4 / 19    | Estável |
|                         | Aliança dos Verdes            | 37 136  | 12,4 / 100,0  | 2,2  | 2 / 19    | Estável |
|                         | Partido do Centro             | 26 527  | 8,9 / 100,0   | 7,7  | 2 / 19    | 1       |
|                         | Aliança de Esquerda           | 24 334  | 8,1 / 100,0   | 0,3  | 1 / 19    | Estável |
|                         | Partido Democrata-Cristão     | 17 176  | 5,7 / 100,0   | 0,9  | 1 / 19    | Estável |
|                         | Liike Nyt                     | 7 172   | 2,4 / 100,0   | Novo | 0 / 19    | Novo    |
|                         | Futuro Azul                   | 3 337   | 1,1 / 100,0   | Novo | 0 / 19    | Novo    |
|                         | Partido dos Cidadãos          | 2 962   | 1,0 / 100,0   | Novo | 0 / 19    | Novo    |
|                         | Outros (com menos de 1,00%)   | 7 292   | 2,4 / 100,0   |      | 0 / 19    |         |
| Votos Inválidos         | Votos Inválidos               | 1 457   | 0,5 / 100,0   |      |           |         |
| Total                   | Total                         | 300 481 | 100,0 / 100,0 |      | 19 / 19   |         |
| Eleitorado/Participação | Eleitorado/Participação       | 421 389 | 71,3 / 100,0  | 3,4  |           |         |

### Kaakkois-Suomi
| Partido                 | Partido                       | Votos   | %             | +/-  | Deputados | +/-     |
| ----------------------- | ----------------------------- | ------- | ------------- | ---- | --------- | ------- |
|                         | Partido Social-Democrata      | 59 616  | 24,3 / 100,0  | 2,1  | 5 / 17    | 1       |
|                         | Partido dos Finlandeses       | 46 189  | 18,9 / 100,0  | 2,2  | 4 / 17    | Estável |
|                         | Partido da Coligação Nacional | 44 177  | 18,0 / 100,0  | 2,2  | 3 / 17    | Estável |
|                         | Partido do Centro             | 40 704  | 16,6 / 100,0  | 8,5  | 3 / 17    | 2       |
|                         | Aliança dos Verdes            | 23 018  | 9,4 / 100,0   | 3,0  | 2 / 17    | 1       |
|                         | Partido Democrata-Cristão     | 10 882  | 4,4 / 100,0   | 0,1  | 0 / 17    | Estável |
|                         | Aliança de Esquerda           | 10 364  | 4,2 / 100,0   | 1,2  | 0 / 17    | Estável |
|                         | Liike Nyt                     | 4 026   | 1,6 / 100,0   | Novo | 0 / 17    | Novo    |
|                         | Futuro Azul                   | 3 213   | 1,3 / 100,0   | Novo | 0 / 17    | Novo    |
|                         | Outros (com menos de 1,00%)   | 2 682   | 1,0 / 100,0   |      | 0 / 17    |         |
| Votos Inválidos         | Votos Inválidos               | 1 579   | 0,6 / 100,0   |      |           |         |
| Total                   | Total                         | 246 450 | 100,0 / 100,0 |      | 17 / 17   |         |
| Eleitorado/Participação | Eleitorado/Participação       | 376 784 | 65,4 / 100,0  | 2,0  |           |         |

### Savo-Karjala
| Partido                 | Partido                       | Votos   | %             | +/-  | Deputados | +/-     |
| ----------------------- | ----------------------------- | ------- | ------------- | ---- | --------- | ------- |
|                         | Partido do Centro             | 50 425  | 22,8 / 100,0  | 9,7  | 4 / 15    | 2       |
|                         | Partido dos Finlandeses       | 40 005  | 18,1 / 100,0  | 1,6  | 3 / 15    | Estável |
|                         | Partido Social-Democrata      | 38 230  | 17,3 / 100,0  | 1,3  | 3 / 15    | 1       |
|                         | Partido da Coligação Nacional | 27 715  | 12,5 / 100,0  | 1,0  | 2 / 15    | Estável |
|                         | Aliança dos Verdes            | 21 315  | 9,6 / 100,0   | 2,9  | 1 / 15    | Estável |
|                         | Partido Democrata-Cristão     | 17 383  | 7,8 / 100,0   | 1,6  | 1 / 15    | Estável |
|                         | Aliança de Esquerda           | 15 885  | 7,2 / 100,0   | 1,3  | 1 / 15    | Estável |
|                         | Futuro Azul                   | 4 131   | 1,9 / 100,0   | Novo | 0 / 15    | Novo    |
|                         | Liike Nyt                     | 3 539   | 1,6 / 100,0   | Novo | 0 / 15    | Novo    |
|                         | Outros (com menos de 1,00%)   | 2 991   | 1,4 / 100,0   |      | 0 / 15    |         |
| Votos Inválidos         | Votos Inválidos               | 1 343   | 0,6 / 100,0   |      |           |         |
| Total                   | Total                         | 222 962 | 100,0 / 100,0 |      | 15 / 15   | 1       |
| Eleitorado/Participação | Eleitorado/Participação       | 340 227 | 65,5 / 100,0  | 2,2  |           |         |

### Vaasa
| Partido                 | Partido                       | Votos   | %             | +/-  | Deputados | +/-     |
| ----------------------- | ----------------------------- | ------- | ------------- | ---- | --------- | ------- |
|                         | Partido Popular Sueco         | 52 821  | 21,1 / 100,0  | 0,4  | 4 / 16    | 1       |
|                         | Partido do Centro             | 50 063  | 20,0 / 100,0  | 7,4  | 4 / 16    | 1       |
|                         | Partido dos Finlandeses       | 42 826  | 17,1 / 100,0  | 1,2  | 3 / 16    | Estável |
|                         | Partido Social-Democrata      | 33 586  | 13,4 / 100,0  | 1,6  | 2 / 16    | Estável |
|                         | Partido da Coligação Nacional | 29 523  | 11,8 / 100,0  | 0,1  | 2 / 16    | Estável |
|                         | Partido Democrata-Cristão     | 16 719  | 6,7 / 100,0   | 0,9  | 1 / 16    | Estável |
|                         | Aliança dos Verdes            | 10 517  | 4,2 / 100,0   | 1,7  | 0 / 16    | Estável |
|                         | Aliança de Esquerda           | 8 302   | 3,3 / 100,0   | 0,4  | 0 / 16    | Estável |
|                         | Futuro Azul                   | 2 471   | 1,0 / 100,0   | Novo | 0 / 16    | Novo    |
|                         | Outros (com menos de 1,00%)   | 3 956   | 1,6 / 100,0   |      | 0 / 16    |         |
| Votos Inválidos         | Votos Inválidos               | 1 205   | 0,5 / 100,0   |      |           |         |
| Total                   | Total                         | 251 989 | 100,0 / 100,0 |      | 16 / 16   |         |
| Eleitorado/Participação | Eleitorado/Participação       | 367 339 | 68,6 / 100,0  | 2,1  |           |         |

### Keski-Suomi
| Partido                 | Partido                       | Votos   | %             | +/-  | Deputados | +/-     |
| ----------------------- | ----------------------------- | ------- | ------------- | ---- | --------- | ------- |
|                         | Partido do Centro             | 30 591  | 19,8 / 100,0  | 7,1  | 3 / 10    | 3       |
|                         | Partido Social-Democrata      | 29 185  | 18,9 / 100,0  | 0,1  | 2 / 10    | Estável |
|                         | Partido dos Finlandeses       | 27 817  | 18,0 / 100,0  | 1,2  | 2 / 10    | Estável |
|                         | Partido da Coligação Nacional | 19 686  | 12,8 / 100,0  | 0,3  | 1 / 10    | Estável |
|                         | Aliança dos Verdes            | 17 660  | 11,4 / 100,0  | 2,5  | 1 / 10    | Estável |
|                         | Aliança de Esquerda           | 12 685  | 8,2 / 100,0   | 1,5  | 1 / 10    | 1       |
|                         | Partido Democrata-Cristão     | 8 769   | 5,7 / 100,0   | 1,3  | 0 / 10    | Estável |
|                         | Liike Nyt                     | 4 266   | 2,8 / 100,0   | Novo | 0 / 10    | Novo    |
|                         | Outros (com menos de 1,00%)   | 3 652   | 2,3 / 100,0   |      | 0 / 10    |         |
| Votos Inválidos         | Votos Inválidos               | 923     | 0,6 / 100,0   |      |           |         |
| Total                   | Total                         | 155 234 | 100,0 / 100,0 |      | 10 / 10   |         |
| Eleitorado/Participação | Eleitorado/Participação       | 227 335 | 68,3 / 100,0  | 1,4  |           |         |

### Oulu
| Partido                 | Partido                       | Votos   | %             | +/-  | Deputados | +/-     |
| ----------------------- | ----------------------------- | ------- | ------------- | ---- | --------- | ------- |
|                         | Partido do Centro             | 78 208  | 30,3 / 100,0  | 12,4 | 6 / 18    | 3       |
|                         | Partido dos Finlandeses       | 52 703  | 20,4 / 100,0  | 4,2  | 4 / 18    | 1       |
|                         | Aliança de Esquerda           | 33 704  | 13,0 / 100,0  | 1,2  | 3 / 18    | 1       |
|                         | Partido da Coligação Nacional | 28 368  | 11,0 / 100,0  | 0,1  | 2 / 18    | Estável |
|                         | Partido Social-Democrata      | 26 514  | 10,3 / 100,0  | 1,3  | 2 / 18    | 1       |
|                         | Aliança dos Verdes            | 20 367  | 7,9 / 100,0   | 1,7  | 1 / 18    | Estável |
|                         | Partido Democrata-Cristão     | 5 727   | 2,2 / 100,0   | 1,1  | 0 / 18    | Estável |
|                         | Markus Kuotesaho              | 3 983   | 1,5 / 100,0   | Novo | 0 / 18    | Novo    |
|                         | Outros (com menos de 1,00%)   | 8 702   | 3,3 / 100,0   |      | 0 / 18    |         |
| Votos Inválidos         | Votos Inválidos               | 1 549   | 0,6 / 100,0   |      |           |         |
| Total                   | Total                         | 259 825 | 100,0 / 100,0 |      | 18 / 18   |         |
| Eleitorado/Participação | Eleitorado/Participação       | 389 112 | 67,0 / 100,0  | 2,3  |           |         |

### Lappi
| Partido                 | Partido                       | Votos   | %             | +/-     | Deputados | +/-     |
| ----------------------- | ----------------------------- | ------- | ------------- | ------- | --------- | ------- |
|                         | Partido do Centro             | 29 137  | 29,2 / 100,0  | 13,7    | 3 / 7     | 1       |
|                         | Partido dos Finlandeses       | 17 139  | 17,2 / 100,0  | 0,7     | 1 / 7     | Estável |
|                         | Aliança de Esquerda           | 14 110  | 14,1 / 100,0  | 0,4     | 1 / 7     | Estável |
|                         | Partido Social-Democrata      | 13 467  | 13,5 / 100,0  | 2,7     | 1 / 7     | Estável |
|                         | Partido da Coligação Nacional | 11 223  | 11,3 / 100,0  | 1,2     | 1 / 7     | 1       |
|                         | Aliança dos Verdes            | 9 705   | 9,7 / 100,0   | 7,1     | 0 / 7     | Estável |
|                         | Liike Nyt                     | 1 989   | 2,0 / 100,0   | Novo    | 0 / 7     | Novo    |
|                         | Partido Democrata-Cristão     | 1 075   | 1,1 / 100,0   | Estável | 0 / 7     | Estável |
|                         | Outros (com menos de 1,00%)   | 1 881   | 1,8 / 100,0   |         | 0 / 7     |         |
| Votos Inválidos         | Votos Inválidos               | 734     | 0,7 / 100,0   |         |           |         |
| Total                   | Total                         | 100 460 | 100,0 / 100,0 |         | 7 / 7     |         |
| Eleitorado/Participação | Eleitorado/Participação       | 161 059 | 62,4 / 100,0  | 0,5     |           |         |